# سرائیلان توه خاکی
Map
سراییلان توه خاکی روستایی از توابع بخش فیروزآباد شهرستان کرمانشاه در استان کرمانشاه ایران است.
سرائیلان توه خاکی دهی از دهستان جلالوند در بخش عثمانوند بخش مرکزی شهرستان کرمانشاه است.

## آب و هوا
آب و هوای این روستا چهار فصل بوده و کوه‌های اطراف آن پوشیده از درخت بلوط است.